# Ops Corona
Ops Corona is een corona op de planeet Venus. Ops Corona werd in 1991 genoemd naar Ops, godin van de vruchtbaarheid van de aarde in de Romeinse mythologie.
De corona heeft een diameter van 183 kilometer en bevindt zich in het quadrangle Meskhent Tessera (V-3).